# Pixie (Frisur)

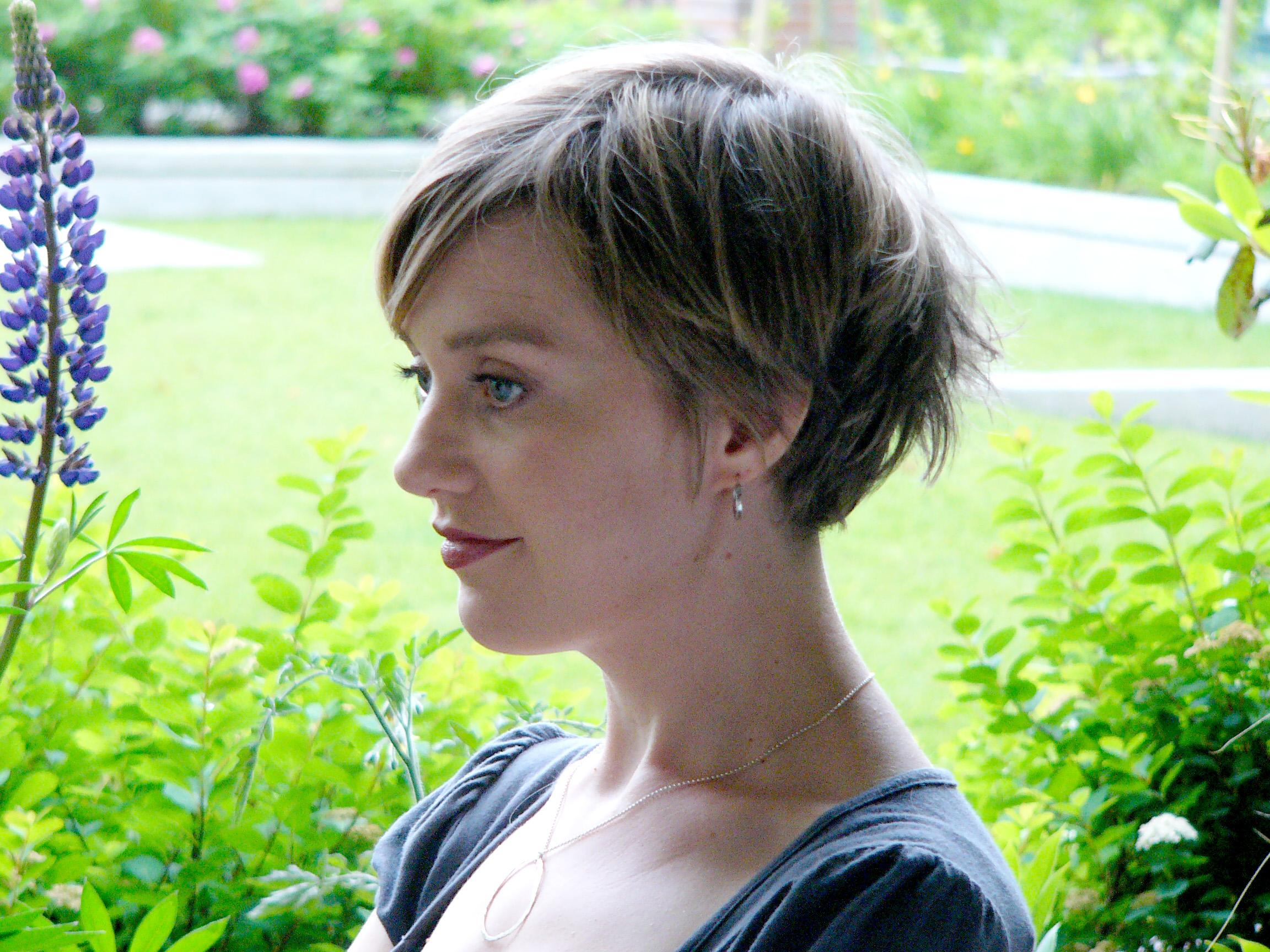
Pixie-Kurzhaarschnitt (2008)

Pixie (benannt nach Feen- und Kobold-Figuren aus der englischen Folklore) ist die Bezeichnung für eine Kurzhaarfrisur für Frauen. Typische Merkmale dieses Frisur-Typs sind variierende Haarlängen: am Hinterkopf und an den Seiten meist kurz, oben dafür länger; zusätzlich betont werden oft auch die Koteletten. In den 1960er-Jahren avancierte er zum Sinnbild für Emanzipation, Modebewusstheit sowie praktisches, zeitgemäßes Denken. Angestoßen durch eine Reihe weiblicher Stars und die damit verbundene Medienberichterstattung, erlebte er in den 2010er-Jahren ein größeres Comeback.

## Merkmale
Der Name des Schnitts ist abgeleitet von „Pixie“ – einem kleinen, frechen Fabelwesen aus der britischen Folklore ähnlich wie Elfen oder Kobolde. Vom Frisurtyp her ist der Pixie eine kürzere Version des Bob aus den 1920er-Jahren. Charakteristisches Merkmal sind vergleichsweise kurz geschnittene Seiten und Kopfhinterseiten – wobei die Haare auf etwa 5 cm gekürzt werden und eine fransige Schnittlinie erhalten. Die Nackenpartie ist entweder stufig gestaltet oder anrasiert. Die Ohren stehen frei. Typisch für diese Frisur sind auch die angedeuteten Koteletten in Form einer Haarsträhne auf der Vorderseite des Ohrs.
Das Deckhaar ist beim Pixie meist länger gehalten. Eine Pony-ähnliche Gestaltung der Stirnfransen ist ebenso möglich wie ein Seitenscheitel oder nach oben gebürstete Haare. Stefanie Ullmann vom Bund deutscher Haarformer charakterisierte den Pixie 2013 als einen sehr variablen Schnitt. Ein maskuliner Garçon-Look sei mit ihm ebenso umsetzbar wie ein wild-punkiges Erscheinungsbild. Das Livestyle-Portal erdbeerlounge.de beschreibt ihn im Rahmen seines Frisurenkatalogs als pflegeleicht und vielseitig. Er betone die Gesichtszüge der Trägerin und wirke so als „absoluter Hingucker“. Wichtig bei der Umsetzung seien deutlich sichtbare Unterschiede zwischen Seiten und Oberkopf; bei der Stirnseite gingen sowohl lange als auch kurze Ponypartien. Ein weiterer Vorteil dieses Schnitts sei die Möglichkeit, das genaue Styling jeden Tag neu bestimmen zu können.

## Geschichte

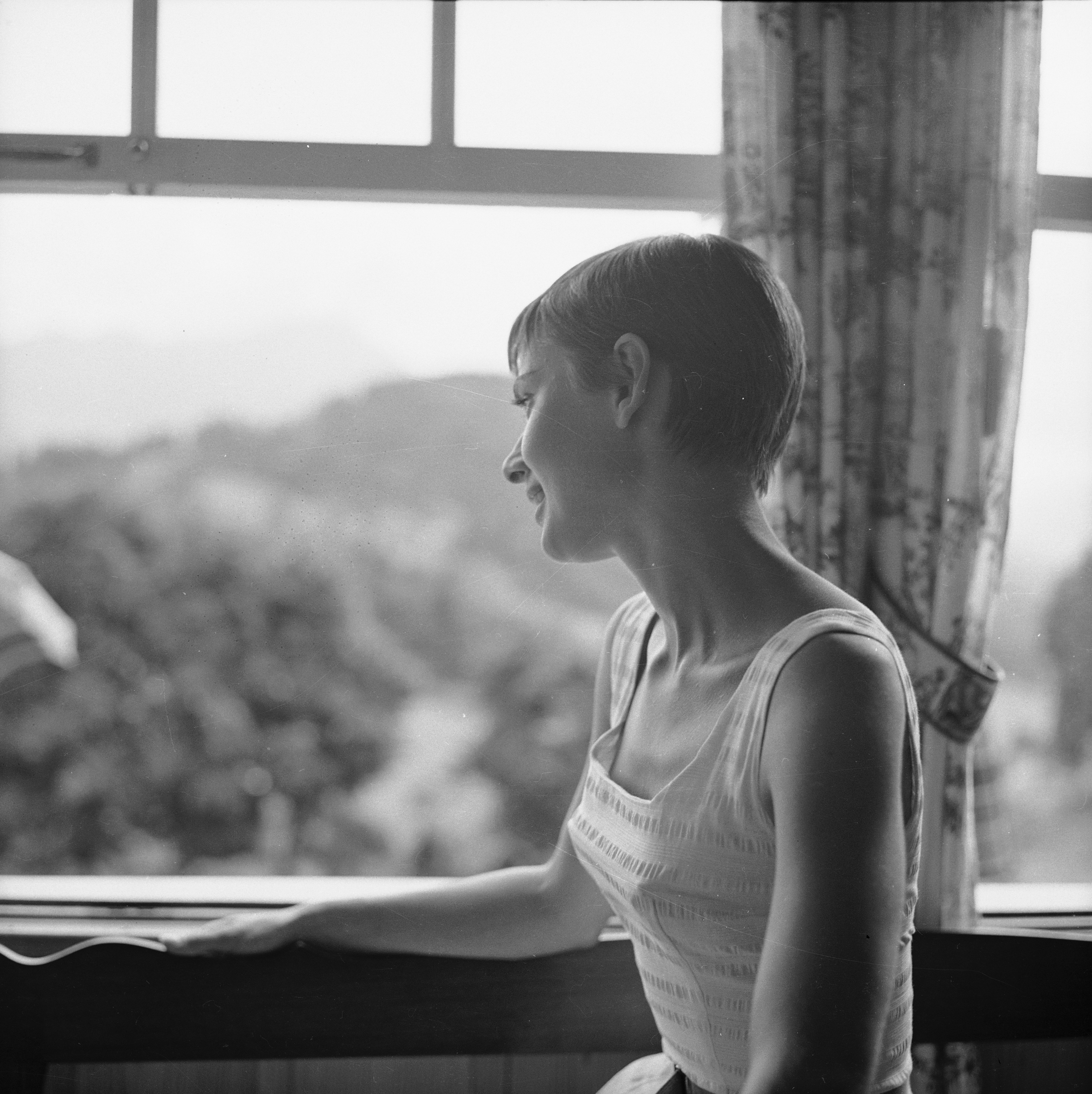
Audrey Hepburn (1954)

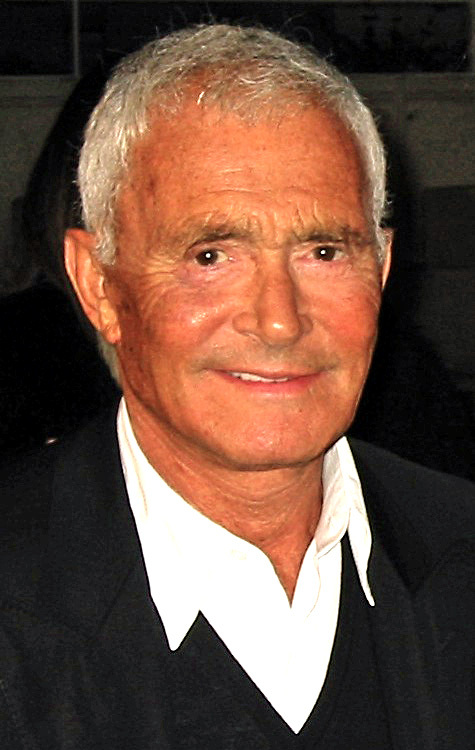
Vidal Sassoon (2006)

Stilistisch in der Tradition des Bob, Bubikopf und anderer moderner Kurzhaarschnitte stehend, trat der Pixie in den 1950ern erstmals in Erscheinung. Die (neue) Kurzhaarfrisur von Audrey Hepburn in den Filmen Roman Holiday (Ein Herz und eine Krone; 1953) und Sabrina (1954) wurde medienseitig stark mit Aufmerksamkeit bedacht. Zur Pionierin und Ikone des Pixie avancierte die französische Schauspielerin Jean Seberg. Ihre Auftritte in den Filmen Bonjour Tristesse (1958) und Außer Atem (1960) machten den neuen Kurzhaarschnitt international bekannt. Verbunden mit der anlaufenden Nouvelle-Vague-Welle, verlieh sie ihm ein frisches, unkonventionelles Image. Weitere bekannte Multiplikatorinnen waren das Model Twiggy sowie die Schauspielerinnen Shirley MacLaine und Barbra Streisand. Zu einem Medienereignis avancierte die Berichterstattung über Mia Farrows neuen Kurzhaar-Look in dem Roman-Polanski-Film Rosemaries Baby (1968). Der Londoner Starcoiffeur Vidal Sassoon gestaltete Farrows Haarschnitt zum Live-Event, so dass Farrows neuer Look bereits vor der Premiere des Films für Schlagzeilen sorgte.
In den 1970ern, 1980ern und 1990ern nutzte sich der Neuheitseffekt allmählich ab. Ungeachtet dessen trugen auch während dieser Periode eine Reihe Stars zeitweilig oder auch länger Kurzhaarschnitte im Pixie-Stil. Bekannte Beispiele: die Entertainerin Liza Minnelli, die Eurythmics-Sängerin Annie Lennox, die Schauspielerin Sharon Stone sowie – zu Beginn ihrer Karriere – Madonna. Modewellen-unabhängig bekannt für ihren Pixie-Kurzhaarschnitt ist die britische Schauspielerin Judi Dench.

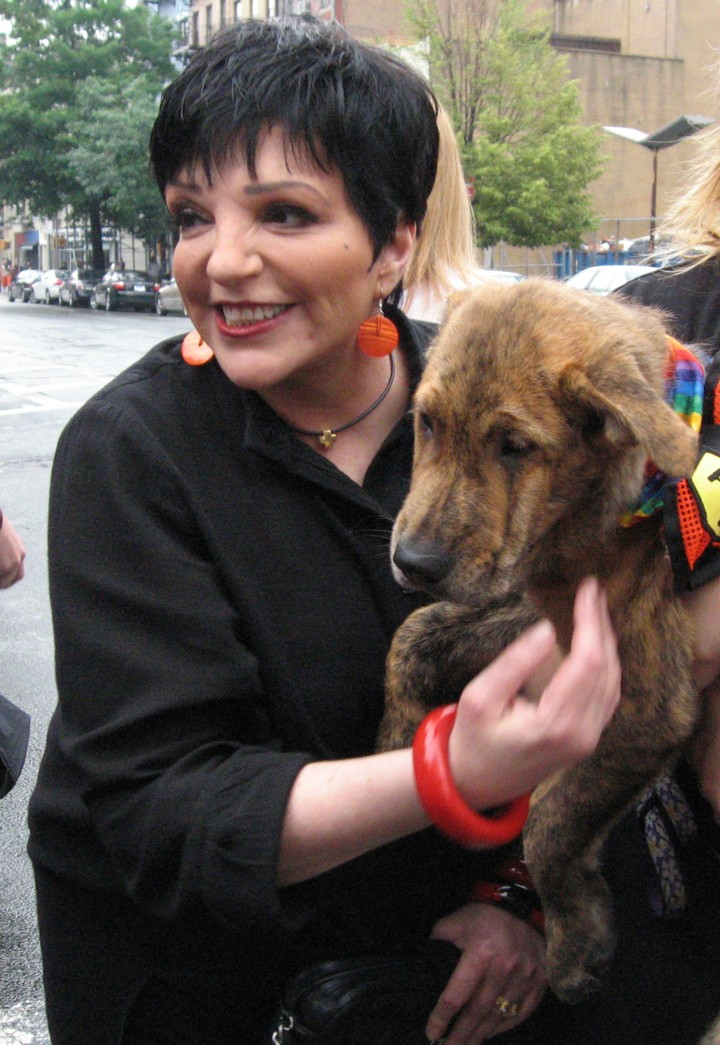
Liza Minnelli (2006)

In den 2010er-Jahren erlebten Pixie-Frisuren ein größeres Comeback. Auslöser waren mehr oder weniger spektakuläre Haarlook-Wechsel bekannter Stars. Ein Auslöser war der Umstieg von Harry-Potter-Darstellerin Emma Watson. Ihren Umstieg begründete Watson unter anderem damit, dass ihre Haarlänge während der Harry-Potter-Drehs vertraglichen Klauseln unterlegen habe. Weitere Promis, die Ende des 2000er-Jahrzehnts auf Pixie-ähnliche Kurzhaarschnitte umstiegen, waren der Serienstar Miley Cyrus (Hannah Montana), die Schauspielerinnen Anne Hathaway, Natalie Portman, Keira Knightley und Carey Mulligan sowie das Model Agyness Deyn. Medienseitig hochgehypt wurde auch der – unter anderem via Instagram öffentlich in Szene gesetzte – neue Pixie-Look von US-Sängerin Beyoncé Knowles und Promi-Model Tyra Banks. Lifestyle-Medien sowie Branchenpublikationen nahmen die in größerer Zahl erfolgten Promi-Haarschnittwechsel als Anlass, den Pixie zum neuen Frisuren-Trendsetter zu erklären.

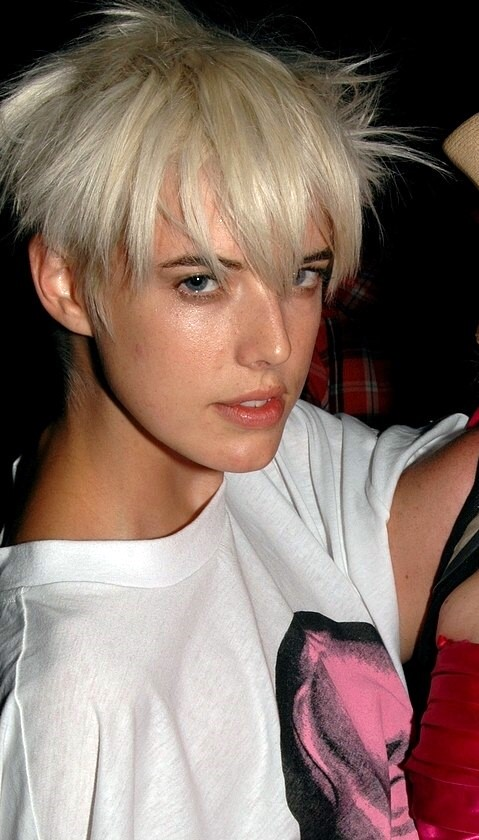
Agyness Deyn (2007)

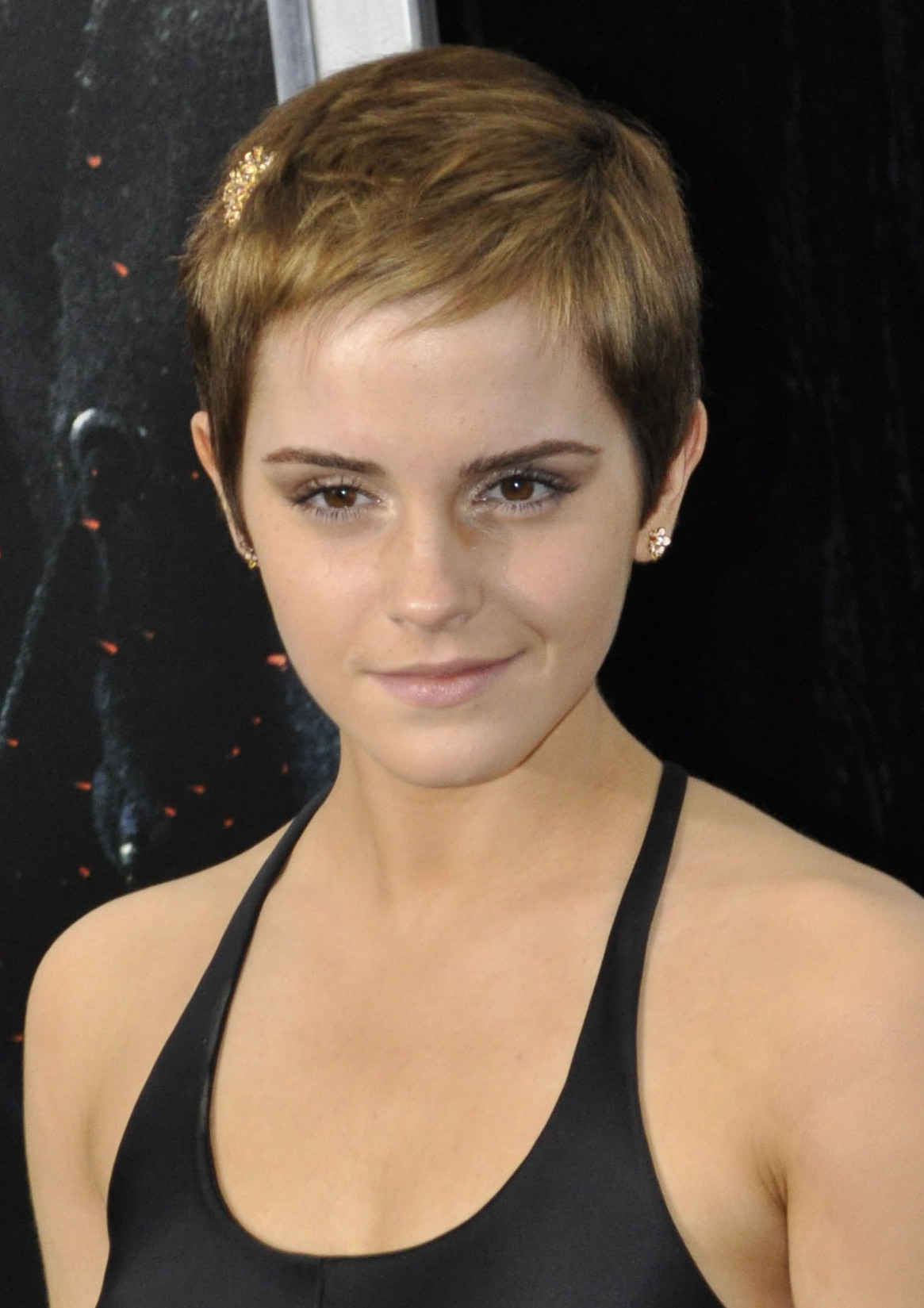
Emma Watson (2010)

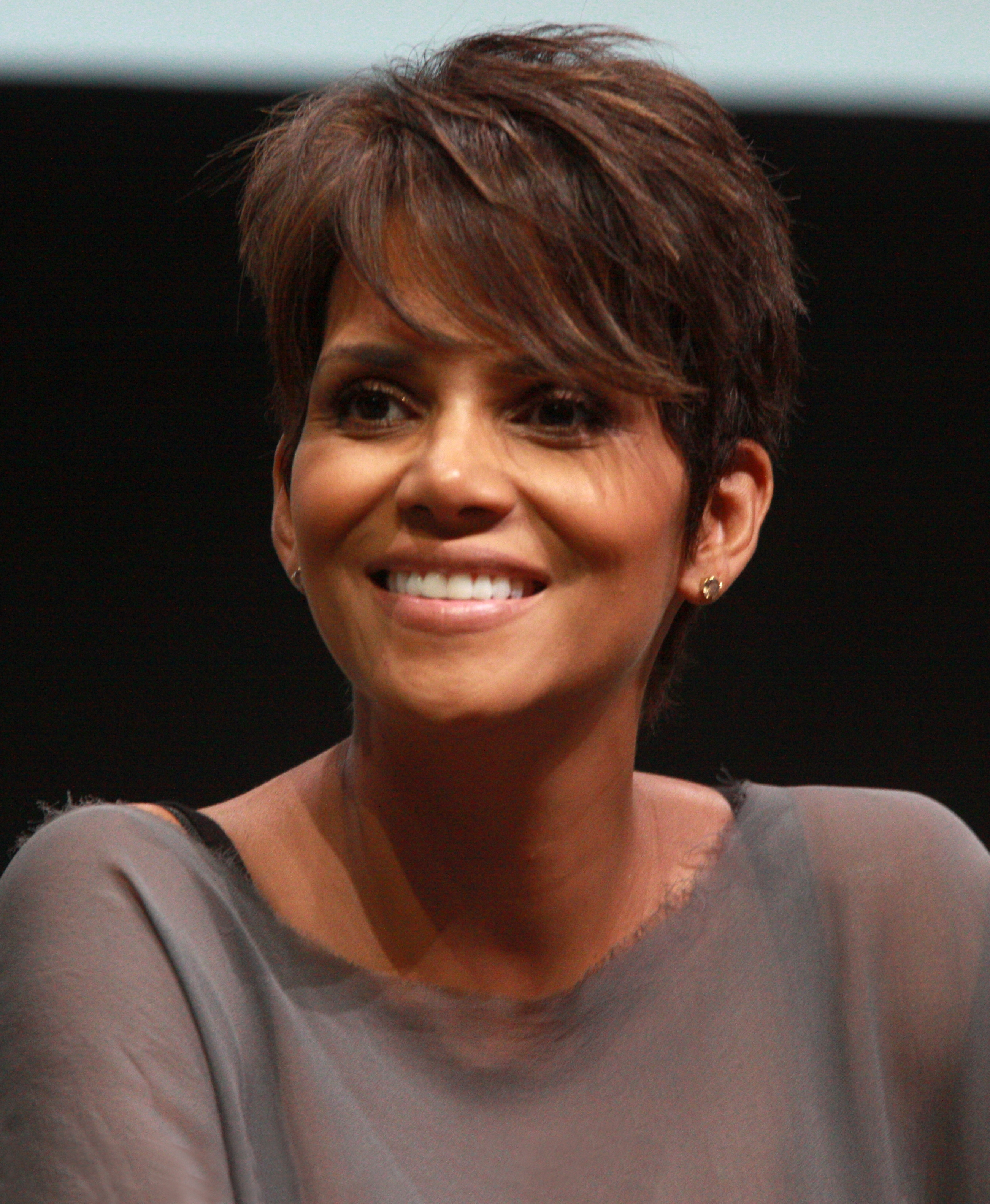
Halle Berry (2013)

## Mode-Industrie
Verstärkt mediale Aufmerksamkeit als aktuell modische Frauen-Kurzhaarfrisur erhielt der Pixie ab der Jahreswende 2013/2014. Als klassischer Kurzhaarschnitt, so einige Medien, sei er modern und repräsentiere darum das neue Selbstverständnis von der Souveränität der Frau. Ralf Schwele behauptete in der Frankfurter Allgemeine Zeitung, jede Frau könne diese Frisur tragen, man müsse lediglich auf die Proportionen und die Form der Außenlinie achten. Der Tagesspiegel wiederum stellte einen durchgehenden Trend in Frage und charakterisierte die Akzeptanz bei der Kundschaft als eher durchwachsen. Angesagt – so der Beitrag  – seien Kurzhaarfrisuren vor allem in der Fashion- und Gender-Elite. Positiv bewertet wurde der Pixie Cut von der britischen Tageszeitung The Guardian. Die zeitlose Beliebtheit dieses Kurzhaarschnitt-Klassikers sei vor allem auf die Stilikone Jean Seberg zurückzuführen und den damit verbundenen Retro-Effekt.

## Weitere prominente Beispiele
Die Webseite des Frauenmagazins Elle stellte im März 2017 mehrere Dutzend bekannte Pixie-Trägerinnen in einer chronologisch sortierten Fotostrecke zusammen. Die folgende Auflistung enthält weitere Prominente, die zeitweilig oder auch für längere Zeit eine Pixie-Frisur trugen. Die Jahreszahl kennzeichnen den Zeitpunkt der medialen Erwähnung.
In den 2010er-Jahren: Janelle Monáe (2017), Katy Perry (2017), Kehlani (2016), Viola Davis (2017), Zendaya (2016), Jennifer Hudson (2016), Halsey (2016), Scarlett Johansson (2016), Lena Dunham (2015), Julianne Hough (2014), Pamela Anderson (2014), Jamie Lee Curtis (2014), Michelle Williams (2013), Angela Bassett (2013), Halle Berry (2013), Charlize Theron (2013), Rihanna (2012), Ginnifer Goodwin (2011), Erin O’Connor (2010), Mia Wasikowska (2010) und Morena Baccarin (2010).
In den 2000er-Jahren: Cécile De France (2009), Victoria Beckham (2008), Katie Holmes (2008), Audrey Tautou (2006), Sienna Miller (2006), und Kate Moss (2001).
In den 1970er- bis 1990er-Jahren: Keri Russell (1999), Gwyneth Paltrow (1997), Winona Ryder (1994), Nathalie Baye (1994) und Linda Evangelista (1989).
Vor 1970: Goldie Hawn (1968), Caterina Valente (1966), Cornelia Froboess (1966), Edie Sedgwick (1965), Leslie Caron (1955) und – als bekannter Vorläufer – Lya de Putti (1928).

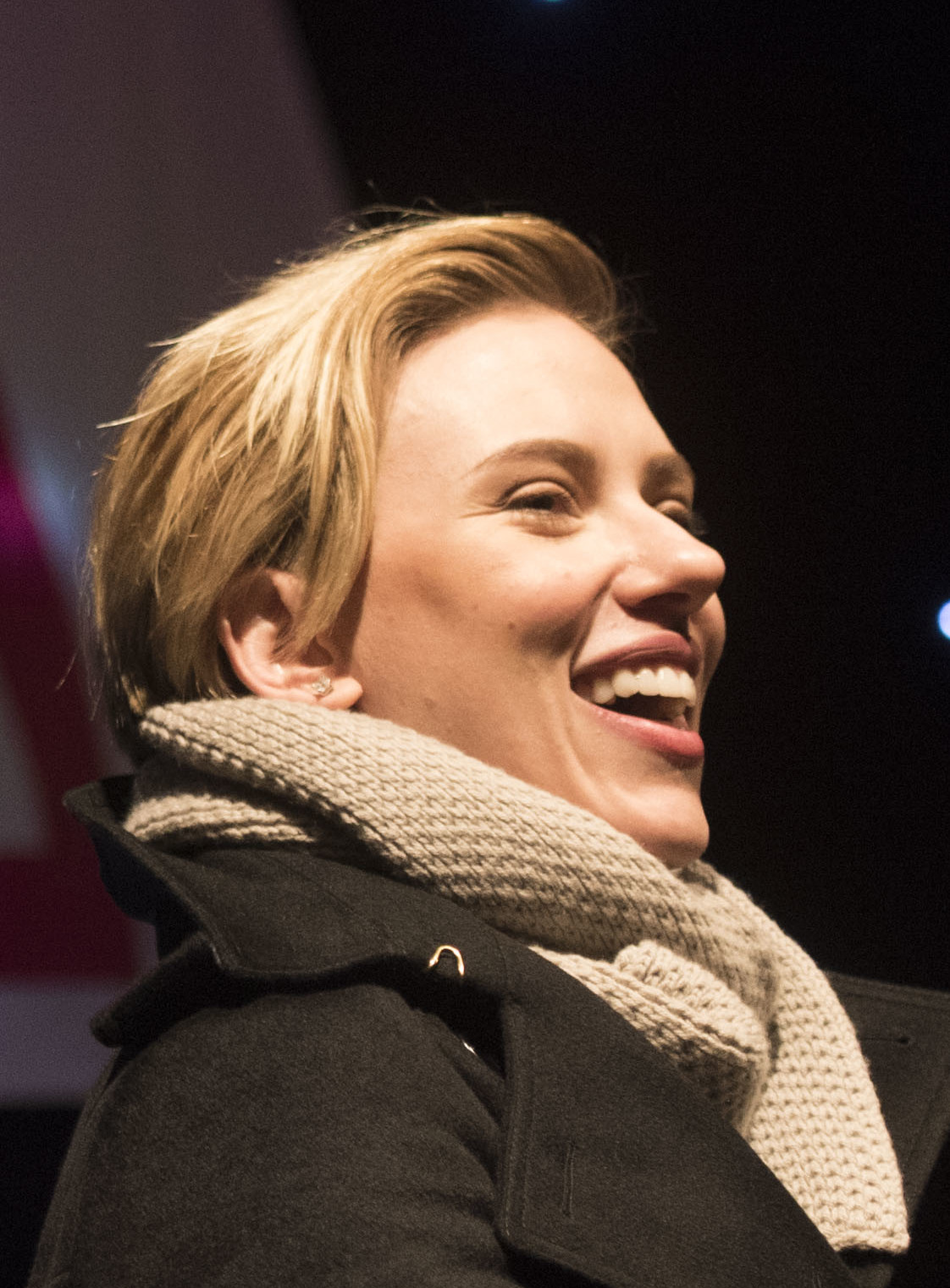
Scarlett Johansson
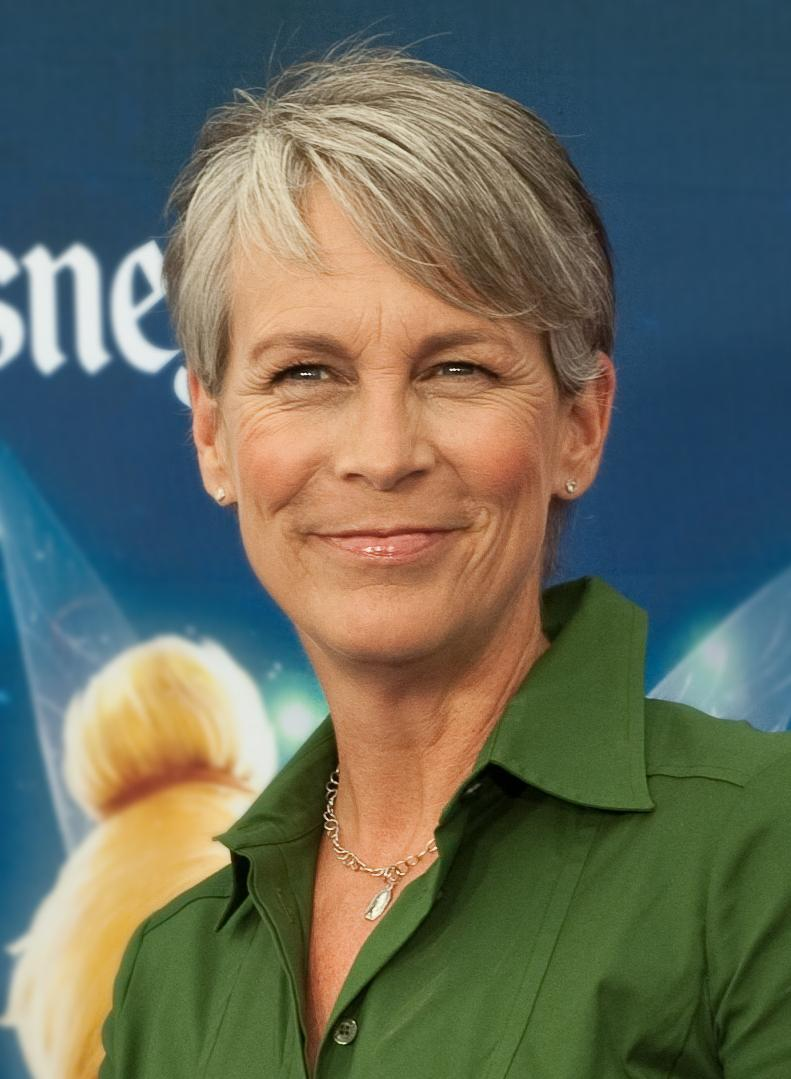
Jamie Lee Curtis
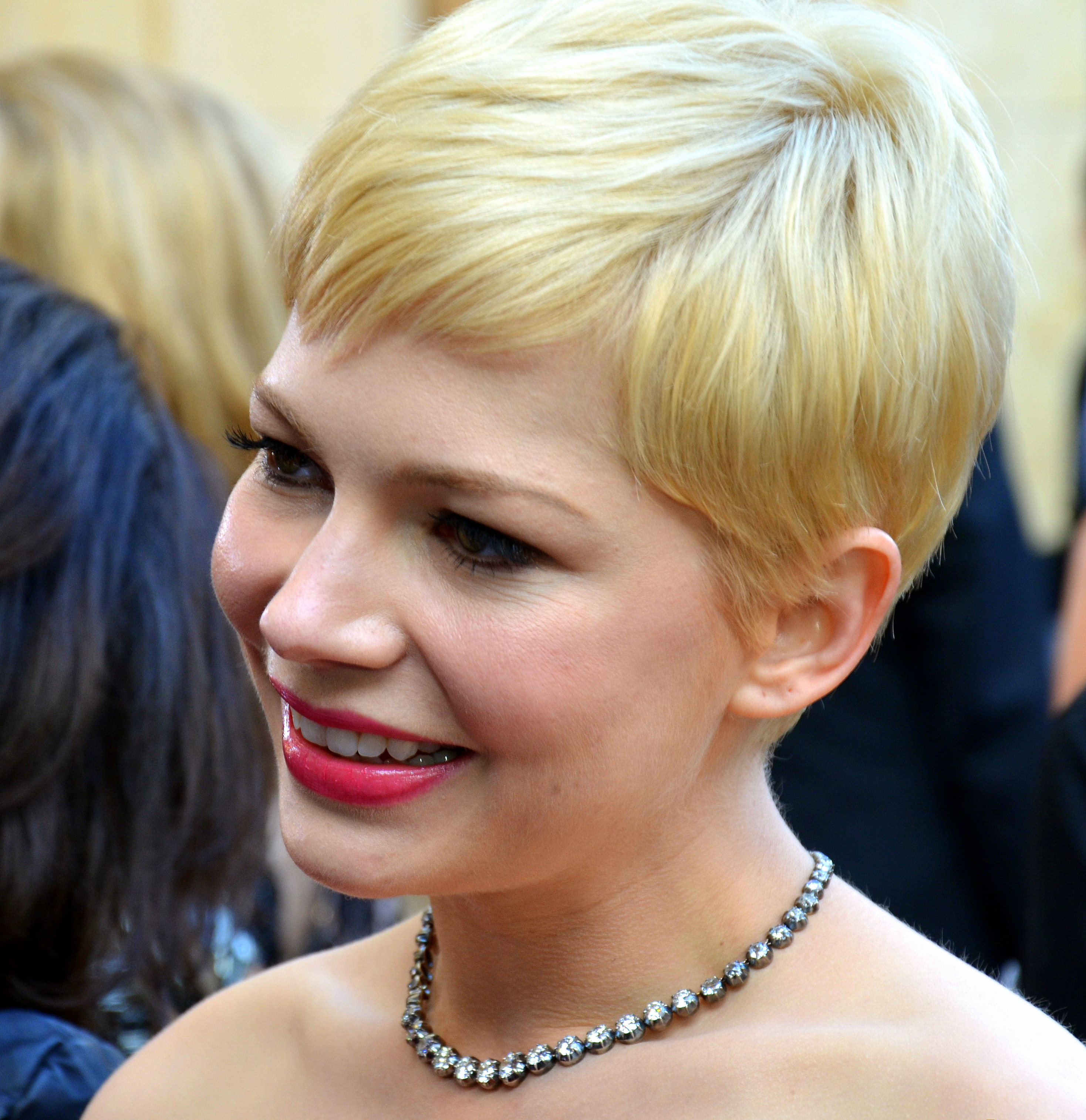
Michelle Williams
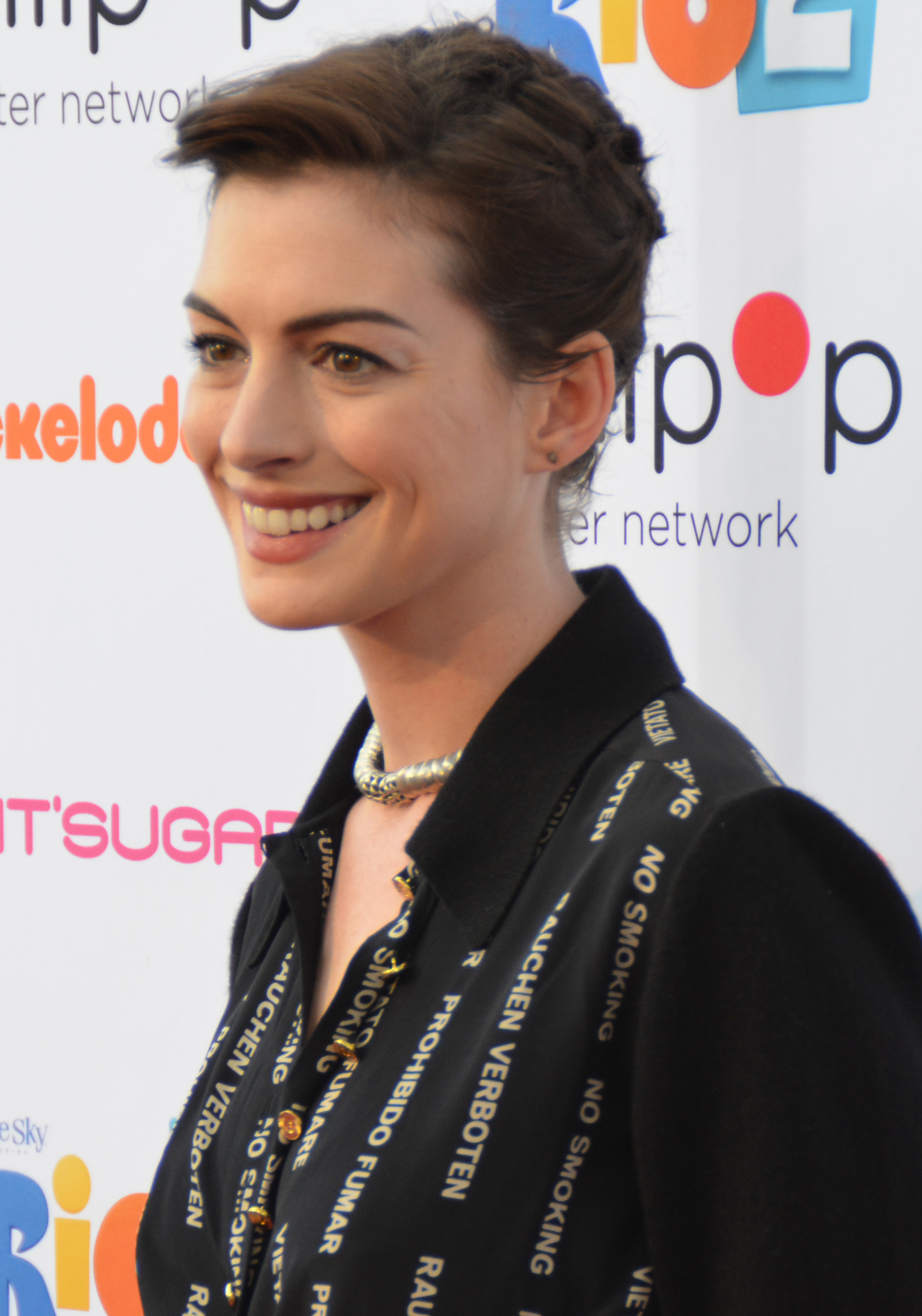
Anne Hathaway
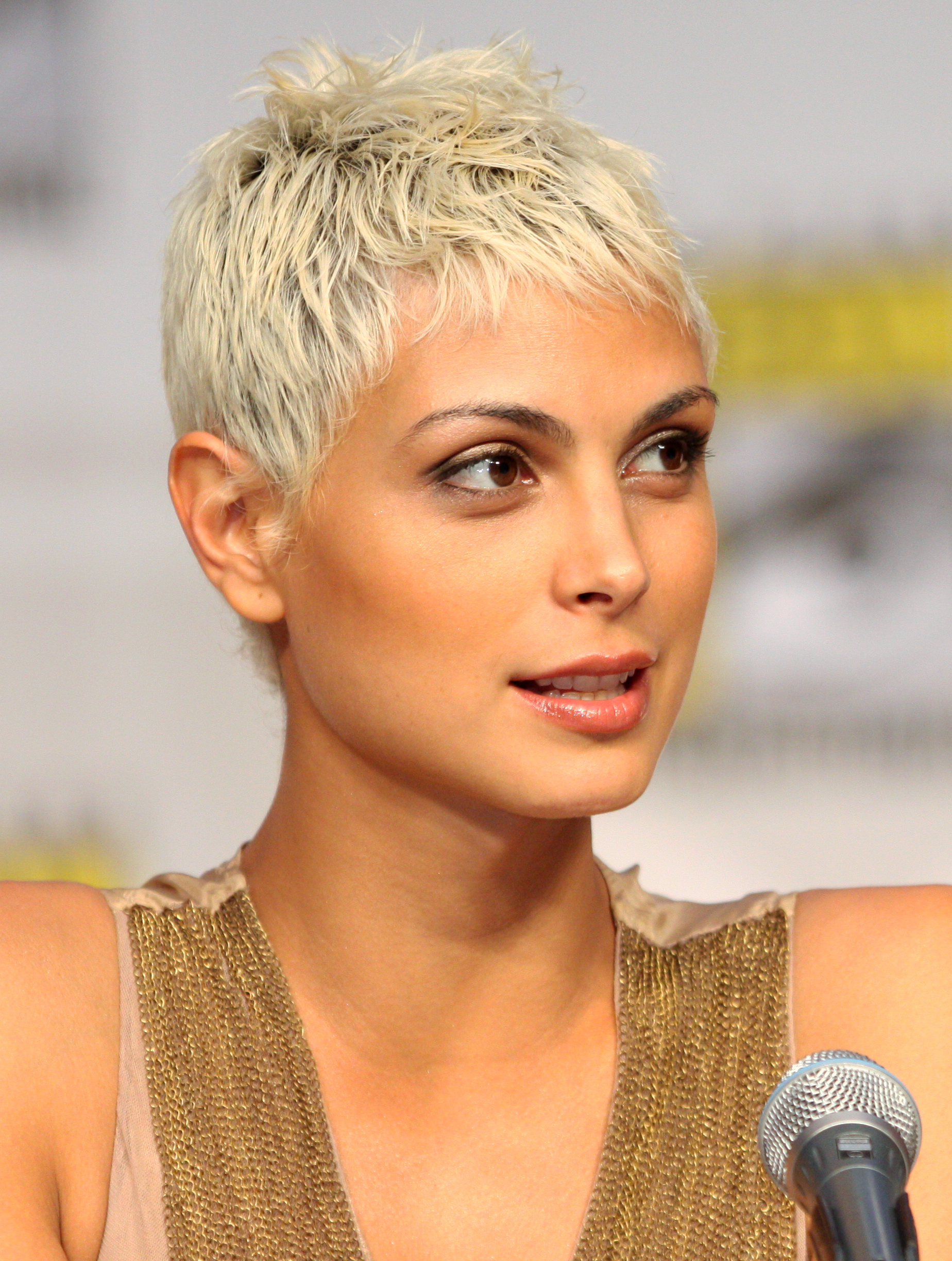
Morena Baccarin
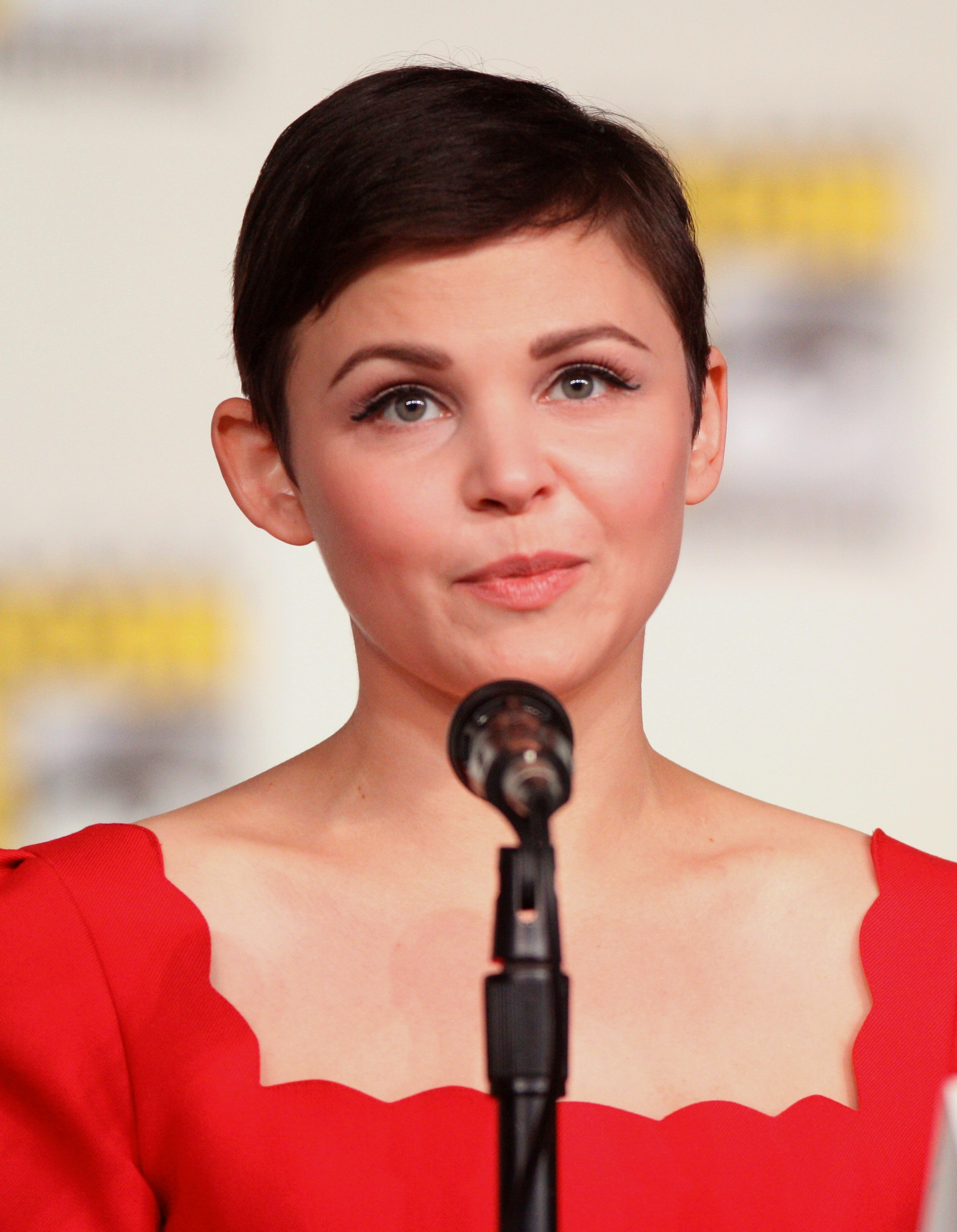
Ginnifer Goodwin
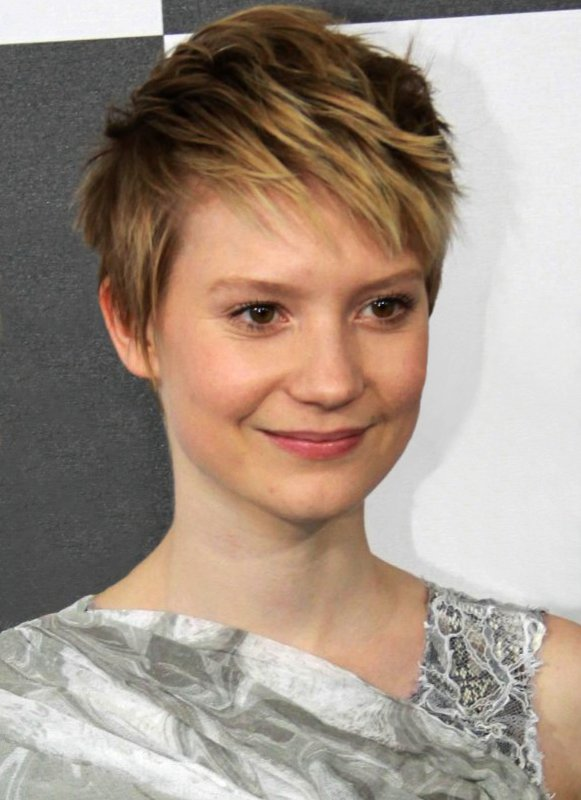
Mia Wasikowska
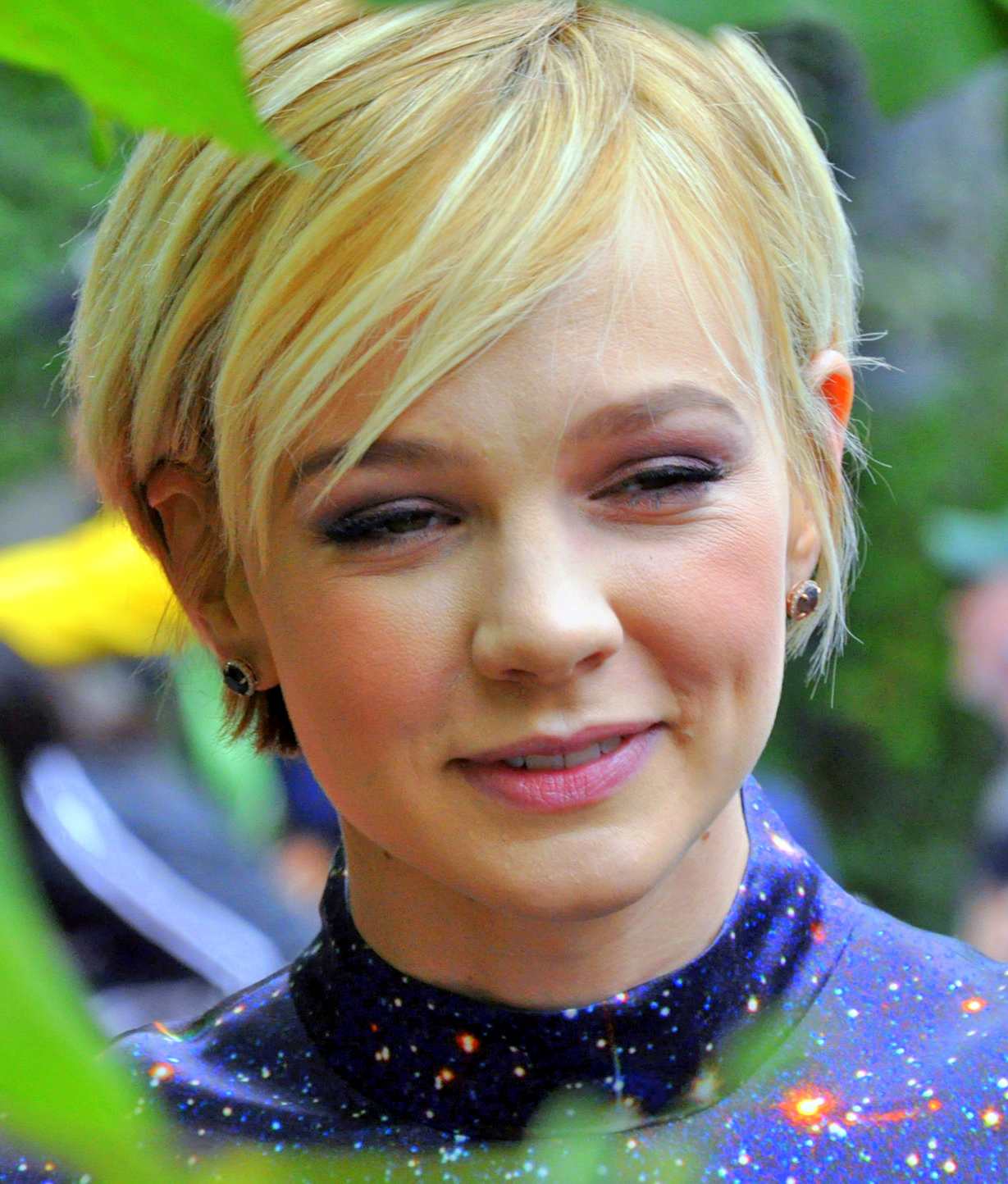
Carey Mulligan
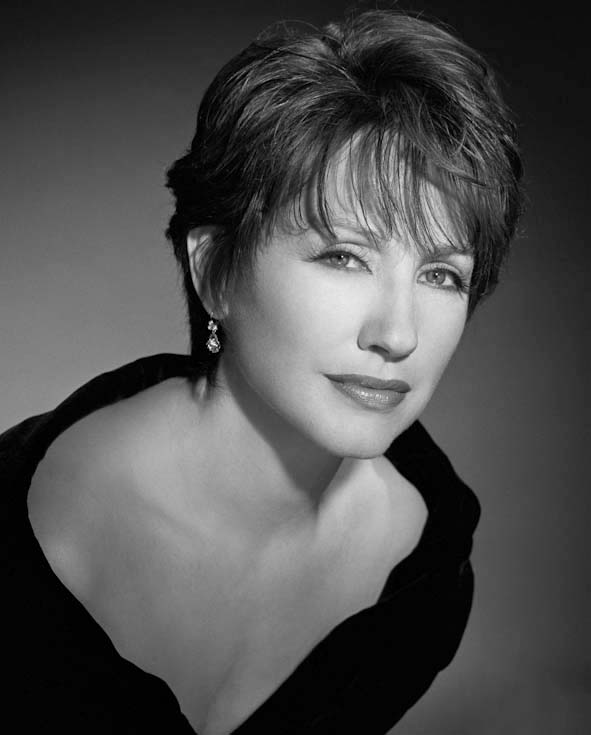
Nathalie Baye
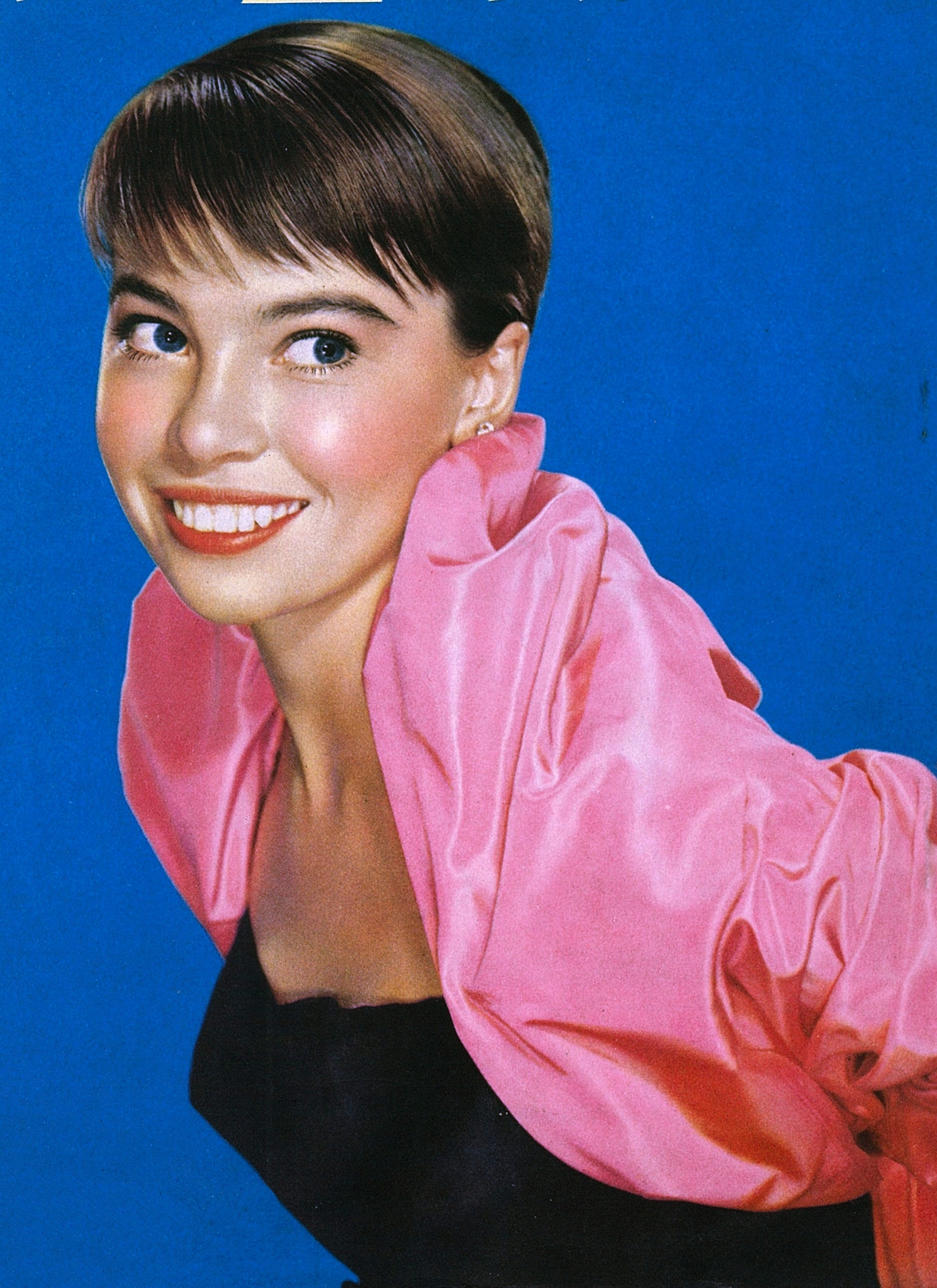
Leslie Caron